# トイアンナ
トイ アンナ（1987年 - ）は、日本のライター。PAX株式会社代表。SNS・オウンドメディア運用代行サービス「WERITE」の運営者。

## 概要
愛知県豊橋市出身。慶應義塾大学法学部政治学科卒業。大学では国際政治学者の田所昌幸のゼミに所属していた。新卒でP&Gジャパンのマーケティング部門へ配属後、LVMHでマーケティングに携わる。2015年にフリーランスとして独立後、法人化して現在に至る。
個人としての主な執筆ジャンルは就職活動、婚活、キャリア、男女同権。また、女性のエンパワーメントを目的に婚活予備校「魔女のサバト」を運営している。お買い物攻略サイト「カスタムライフ」では婚活・恋活をメインとした記事監修も主なっている。

## 著書
- 恋愛障害 どうして「普通」に愛されないのか?（光文社、2016年）
- モテたいわけではないのだが ガツガツしない男子のための恋愛入門（イースト・プレス、2018年）
- 就職活動が面白いほどうまくいく 確実内定（KADOKAWA、2018年）
- やっぱり結婚しなきゃ！と思ったら読む本　35歳からのナチュ婚のすすめ（川崎貴子、金沢悦子との共著、河出書房新社、2021年）
- ハピネスエンディング株式会社（小学館、2023年）
- 弱者男性1500万人時代（扶桑社、2024年）
- えらくならずにお金がほしい: 会社は教えてくれないキャリアのルール（大和書房、2025年）

## テレビ出演
- 最上もがのもがマガ！（AbemaTV、出演日不明）
- Wの悲喜劇〜日本一過激なオンナのニュース〜（Abema TV、2018年5月1日）
- ABEMA Prime（Abema TV、2020年4月3日）
- 今夜くらべてみました（日本テレビ、2020年2月12日）
- Abema Prime (ABEMA、2024年11月6日）
- Abema Prime (ABEMA、2025年1月17日）
- 5時に夢中!（TOKYO MX、2025年4月28日）